# Río Masa
El río Masa o oued [uadi] Massa es un río de la vertiente atlántica de Marruecos, que baña la comuna rural de Masa en la región de Sus-Masa. Desemboca en el océano Atlántico a unos 80 km al sur de Agadir.

## Geografía
El río Masa nace en el centro de la región Sus-Masa-Draa, integrada por la región del río Sus, al norte y la del río Draa, al sur.

## La desembocadura del río Masa

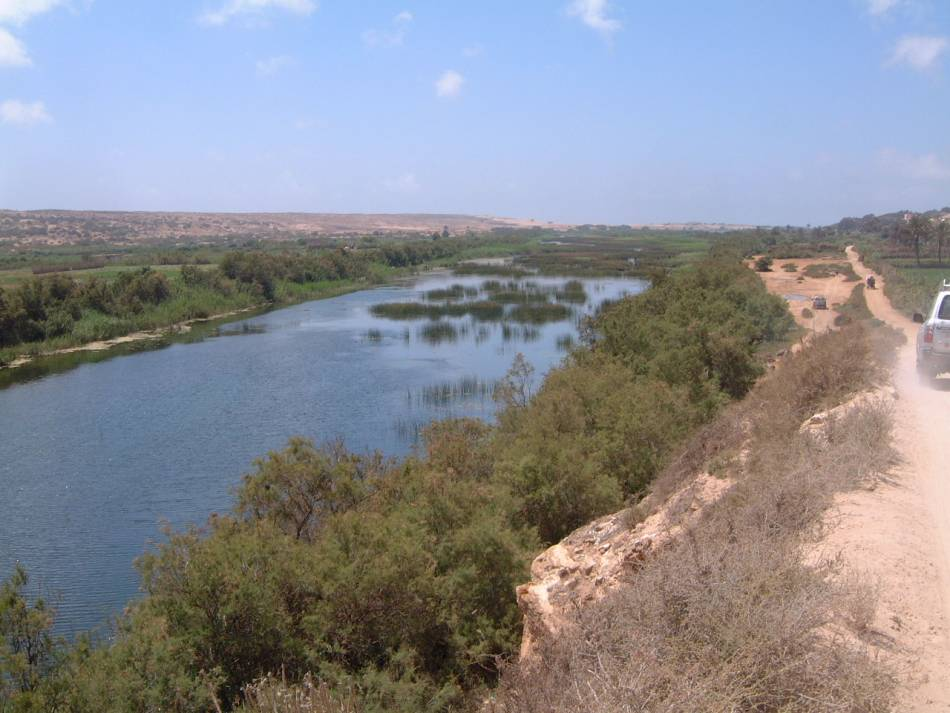
Desembocadura del río Masa.

La boca, sujeta a la acción de las mareas, permanece con agua durante todo el año. Se trata de un agua salobre favorable al desarrollo de una cadena alimentaria de una rica variedad de especies animales, en la que las aves y los mamíferos están bien representados. La boca, desde hace tiempo organizada como una reserva natural, se encuentra el corazón del parque nacional de Sus-Masa y es una escala migratoria y de invernada de muchas aves que viajan entre Europa y África a través de Gibraltar. Las aves playeras son las principales beneficiarias, entre ellas algunas en peligro de extinción, que ya no se observan en Marruecos.
Debido al embalse de Youssef ben Tachfine, que reduce el caudal del río, éste no lleva suficiente agua para mantener la desembocadura abierta. El mar aporta más arena de la que el río es capaz de desalojar y en consecuencia, una barra litoral cierra la desembocadura, formando una laguna. Esta barra se abre sólo en ocasiones de grandes lluvias, como ocurrió en 1996 y en febrero de 2010, tras unas lluvias excepcionales.

## El santuario de aves

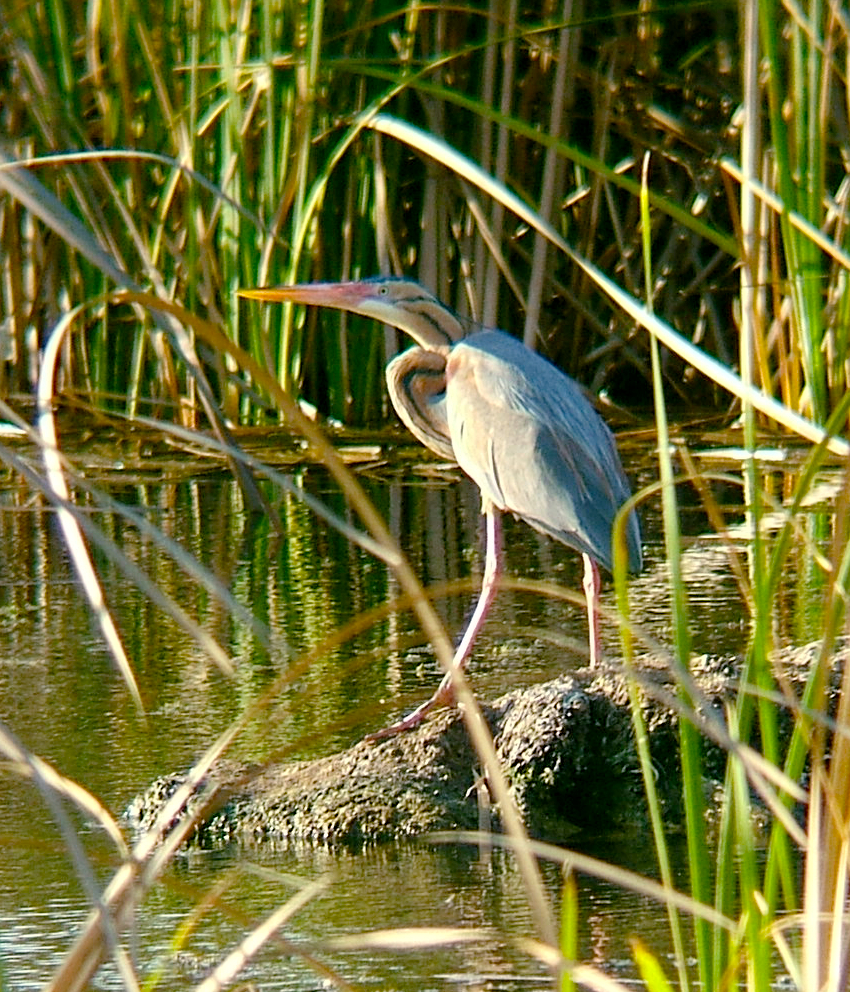
Garza imperial en el río Massa.

La reserva es de fácil acceso desde la N1. A unos 60 km al sur de Agadir, se gira a la derecha en la rotonda hacia Sidi R'bat, la villa turística. Se cruza el pueblo y se gira a la derecha en la intersección. Este camino se convierte en una pista de arena que conduce a la puerta de la reserva y al aparcamiento. El río Masa es parte del parque nacional de Sus-Masa, que protege una importante parada migratoria entre el África tropical y Europa. Hoy en día, está encargado de la protección de la última población viable de ibis eremita del mundo. 
El parque es gestionado por el Alto Comisariado de Aguas y Bosques y de la Lucha contra la Desertificación (Haut Commisariat des Eaux et Forêts et à la Lutte contre la Désertification). Se ha creado una guardería algunos agentes tienen conocimientos técnicos naturalistas importantes, lo que permite un seguimiento adecuado de las poblaciones de aves. Se establecieron rutas ecoturísticas y se han formado guías locales. Es posible, con total discreción, observar las idas y venidas de las aves en función de las mareas y las travesuras de muchos jabalíes en las marismas, a cualquier hora del día.
Esta desembocadura es, junto a la del río Sus, un sitio Ramsar.

## Agricultura
Aguas arriba de la reserva integral, allí donde el agua permanece dulce, se extienden los campos de cultivo irrigados de Masa, en las laderas del valle del río, donde se han edificado muchos aduares (aldeas). En estos jardines reina una febril actividad rural, con un ir y venir de los burros cargados de alfalfa, maíz o frijol, moviéndose entre los muchos caminos hundidos que son utilizando como canales de riego cuando se inundan las parcelas.

## Pesca
El río Masa, de discurrir muy lento, con una anchura que varía desde 15 m hasta 40 m, está flanqueado por un denso cañaveral que hace que el acercamiento y la pesca desde tierra sean casi imposibles. El río se presenta como una alternancia de remansos o piscinas, con más o menos peces, en los que la claridad del agua revela magníficos trabajos de arena en medio de macizos de myriophylles. En términos de hábitat, se han observado dos especies de pescado: lisa y bajo negro. Presa Tachfine Youssef ben [cambio]

## La presa de Youssef ben Tachfine

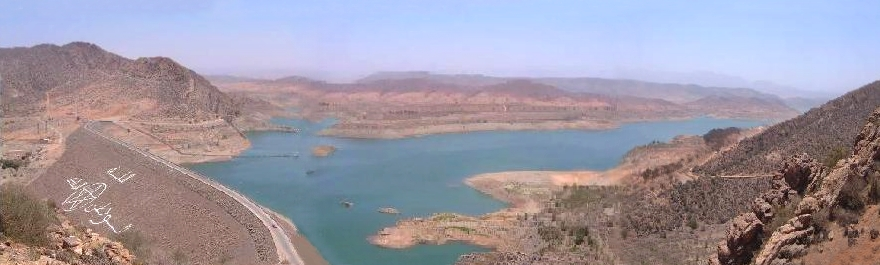
Embalse Youssef ben Tachfine.

En las estribaciones del Anti Atlas, esta presa de 85 m de alto y 707 de longitud, entró en servicio en 1972. El embalse tiene casi 7 km de longitud y una capacidad de 304 millones de m³, con una superficie de 3800 ha. El objetivo es crear en la llanura de la Chtouka un área de irrigación de 18 000 hectáreas, dedicada principalmente a las patatas y los cítricos. La llanura de Chtouka constituye la prolongación de la llanura de Souss, limitada por el río Masa, y sujeta a un régimen pluviométrico estricto, con una precipitación media de 100 mm/año. No hay ningún río en la llanura y los recursos de agua se limitan sólo a las aguas subterráneas (potencial estimado en 110 millones de m³).
- Datos: Q39755
- Multimedia: Oued Massa / Q39755